# David Torosjan
David Torosjan (in armeno Դավիթ Թորոսյան?; Erevan, 23 settembre 1950) è un ex pugile sovietico, dal 1991 armeno.

## Palmarès

### Olimpiadi
- 1 medaglia:
  - 1 bronzo (Montréal 1976 nei pesi mosca)

### Mondiali dilettanti
- 1 medaglia:
  - 1 bronzo (L'Avana 1974 nei pesi gallo)